# قنوج
«قَنّوجْ» (به هندی: क़न्नौज) (به اردو: قنوج)، شهری در ایالت اوتارپرادش هند است که در گذشته نام پایخت آن هارشا بوده‌است و به نقل از لغتنامهٔ دهخدا نام شهری است که محمود بن سبکتگین آن را گشود و در ناحیه فرخ‌آباد در ۵۰ میلی رود گنگ واقع کرد. قنوج مرکز شهرستان قنوج است و نام گویش ویژه‌ای از هندی که گویش قنوجی نامیده می‌شود و نام همین شهر گرفته شده‌است. نام شهر که در هندی کنوج است از ریشه کَنیَه‌کوبجَه و به معنای «گوژپشت دوشیزه» است.
قنوج به دلیل عرقیات خوشبو و بازار تنباکو، عطریات و گلاب خود شهرت دارد.

## پیشینه
در ادبیات فارسی به‌ویژه در شاهنامه بارها از قنوج نام برده شده‌است. در شاهنامه شاه قنوج فور نامیده شده که با اسکندر مقدونی جنگید.
مسعودی، تاریخ‌نگاری در خاورمیانه می‌نویسد:
«از قلمرو پایتخت بَلَّهَرا تا دریا هشتاد فرسنگِ سندی است که هر فرسنگ، هشت میل است. وی چندان سپاه و فیل دارد که شمار آن نتوان دانست و بیشتر سپاهش پیاده‌است به جهت آن که قلمرو او در کوهستان است. از ملوک هند، بؤوره بروزه فرمانروای قَنّوج که دریا ندارد با بَلَّهَرا دشمنی دارد. بؤوره بروزه عنوان هر پادشاهی است که براین کشور حکومت کند و سپاه او به ترتیب شمال و جنوب و صبا و دبور مرتب است، زیرا در هر یک از این جهات، پادشاهی با وی به جنگ است. در آن جا (قنّوج) شهری است موسوم به بؤوره بروزه به نام ملوک ایشان که اکنون به حوزه اسلام آمده و از توابع مولتان است. پادشاه قنّوج، مساحت مملکتش در حدود یک صدوبیست فرسخ سندی است. این همان پادشاه است که، چهار سپاه به ترتیب چهار جهت وزش باد دارد و هر سپاه هفت صد هزار و به قولی نه صد هزار و قولی اغراق‌آمیز نه هزار هزار است که با سپاه شمال با فرمانروای مولتان و دیگر مسلمانانی که در آن سرحدات با وی اند جنگ کند و با سپاه جنوب با بلّهرا پادشاه مانکیر و با دیگر سپاه‌ها با شاهانی که در جهات دیگر مقابل او هستند به پیکار پردازد.»
بنا به اشارات تاریخی، سلطان محمود غزنوی پس از تسخیر شهر ماتوره، غارت بتخانه‌ها و ویرانی کامل شهر، بر آن شد تا قَنّوُج را نیز به چنگ بیاورد.
چون گفته شده بود که اجیپال، فرمانروای قنوج از توان نظامی زیادی برخوردار است، محمود کوشید تا با حیله و خدعه جنگی، او را وادار به بیرون آمدن از دژ کند. از این رو، بیشتر سپاه خود را در مهاون باقی گذاشت و با تعداد معدودی (شمرده شده‌ای) از سپاهش عازم قنوج شد، اما پیش از آن که نبردی درگیرد، اجیپال فرار کرد و به این ترتیب قلعه‌های قَنّوُج به دست محمود افتادند «شعبان ۴۰۹ ق / دسامبر ۱۰۱۸ / ژانویه ۱۰۱۹».
محمود در شهر قنوج هفت قلعه در کنار رود گنگ، با قریب ده هزار بتخانه کاملاً منهدم ساخت و غنایمی که از این سفر عاید محمود شد «بیست و اندی بار هزار، هزار درم و پنجاه و سه هزار برده و سیصد و پنجاه پیل بود. قسمتی از این غنایم صرف ساختن مسجد جامع در غزنین شد.
در آن جا، محمود برای خودش یک عبادت گاه خاصیی بنا نمود و بر آن که در جوار آن مدرسه و کتابخانه‌ای نیز ساخت که توصیف آن‌ها در روایات تاریخی هم نیز آمده‌است، هر چند مطالب آن را نباید خالی از مبالغه دانست …
همایون، پادشاه گورکانی در سال ۹۴۷ قمری/۱۵۴۰ میلادی در قنوج با سپاه شیرشاه سوری درگیر شد و دوباره شکست خورد و برای نجات جان خویش، مجبور گردید که تاخ و تخت را به حریف خود بدهد و خود به ایران بگریزد.